# Cancrincola jamaicensis
Cancrincola jamaicensis is een eenoogkreeftjessoort uit de familie van de Cancrincolidae. De wetenschappelijke naam van de soort is voor het eerst geldig gepubliceerd in 1913 door Wilson C.B..